# Église Saint-Nicolas du Mesnil-Simon
L'église Saint-Nicolas est située dans la commune du Mesnil-Simon, dans le département français d'Eure-et-Loir en région Centre-Val de Loire.

## Historique
Les époques de construction de l'église Saint-Nicolas sont les XIIIe, XIVe et XVe siècles.
L'édifice est inscrit aux monuments historiques depuis 1971.

## Description
Le cimetière entoure l'église et accueille le mausolée de Nicolas Malebranche, classé monument historique en 1963

L'église Saint-Nicolas
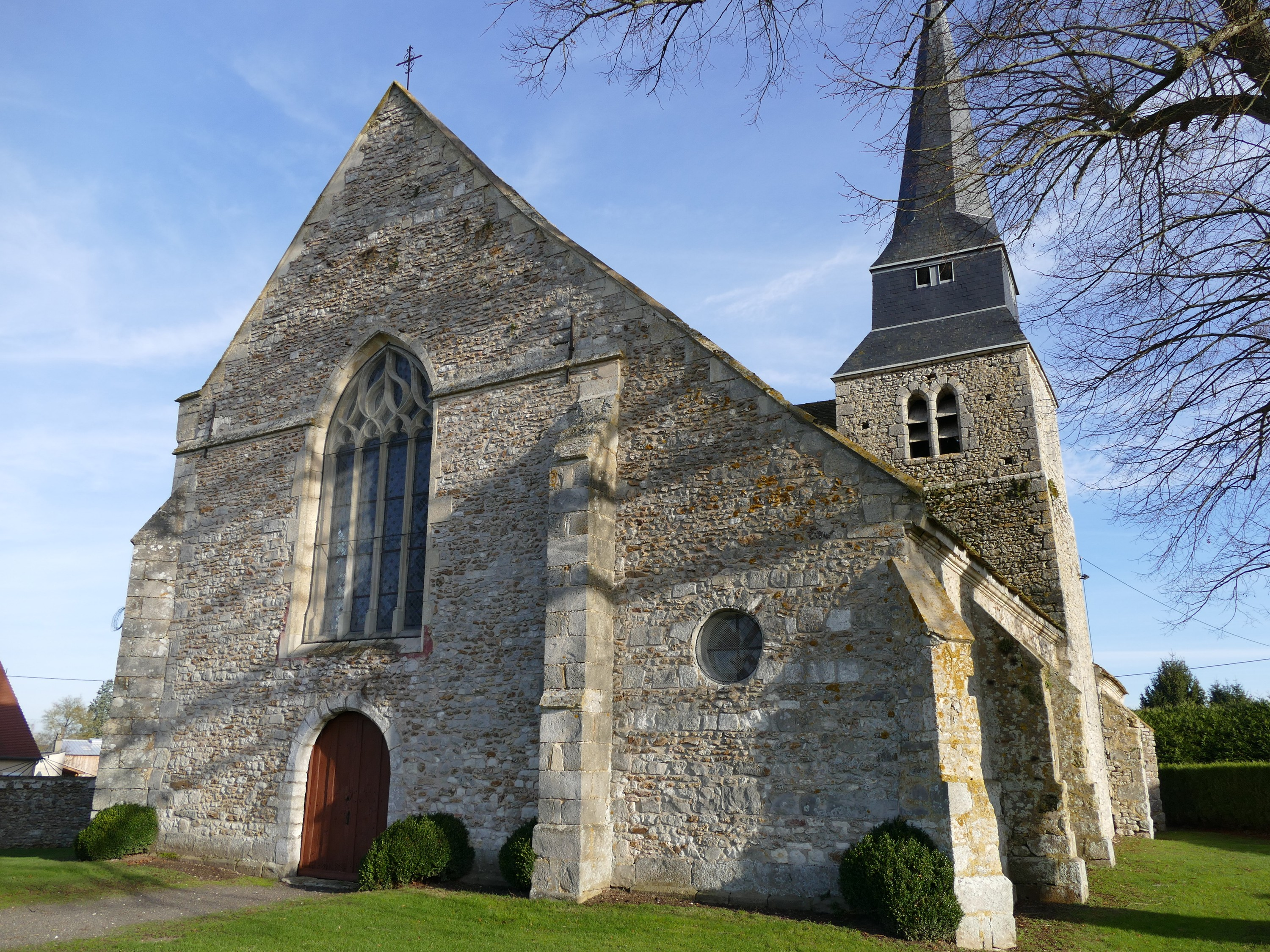
Façade ouest.
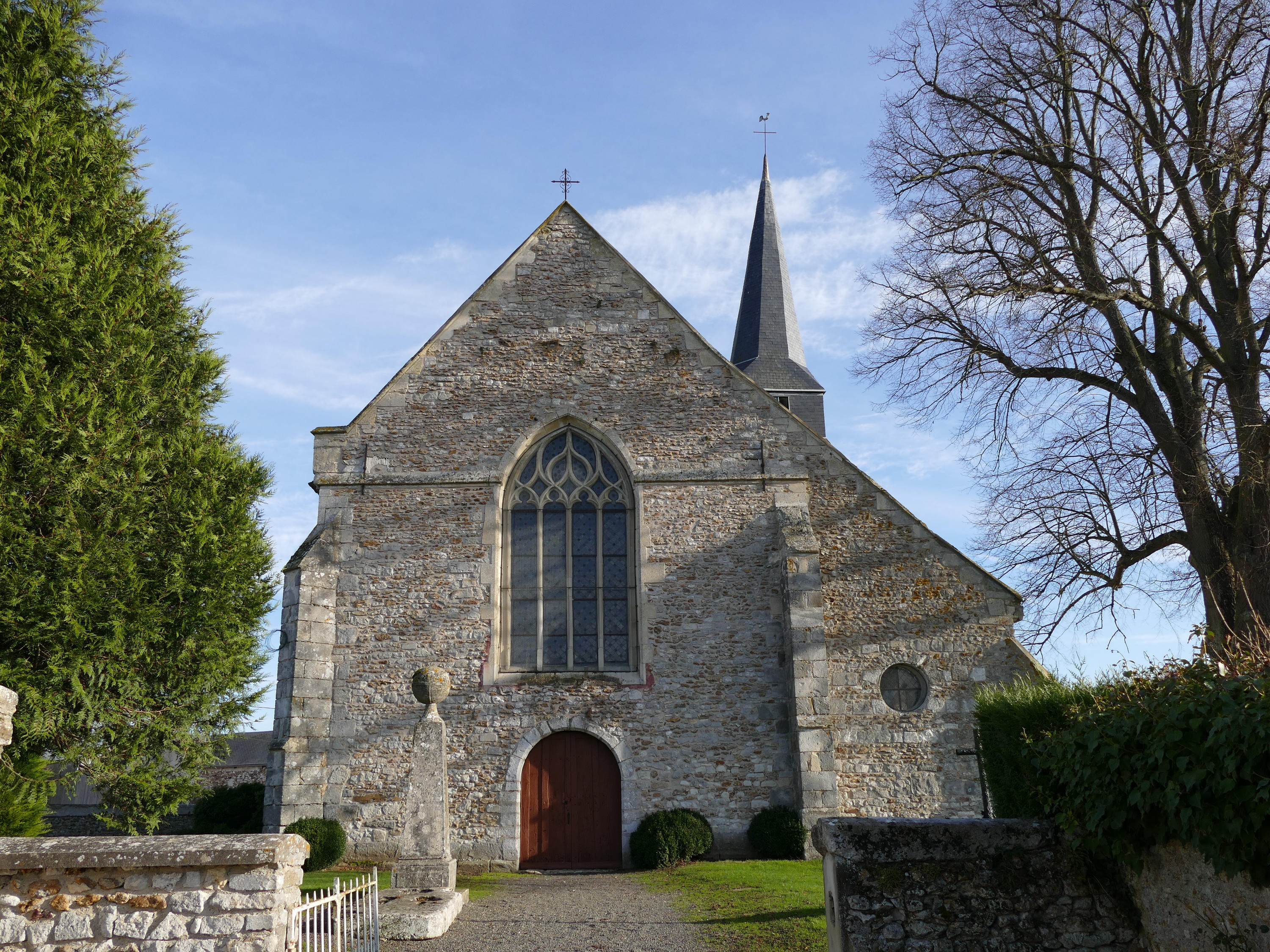
Mausolée de Malebranche du cimetière.
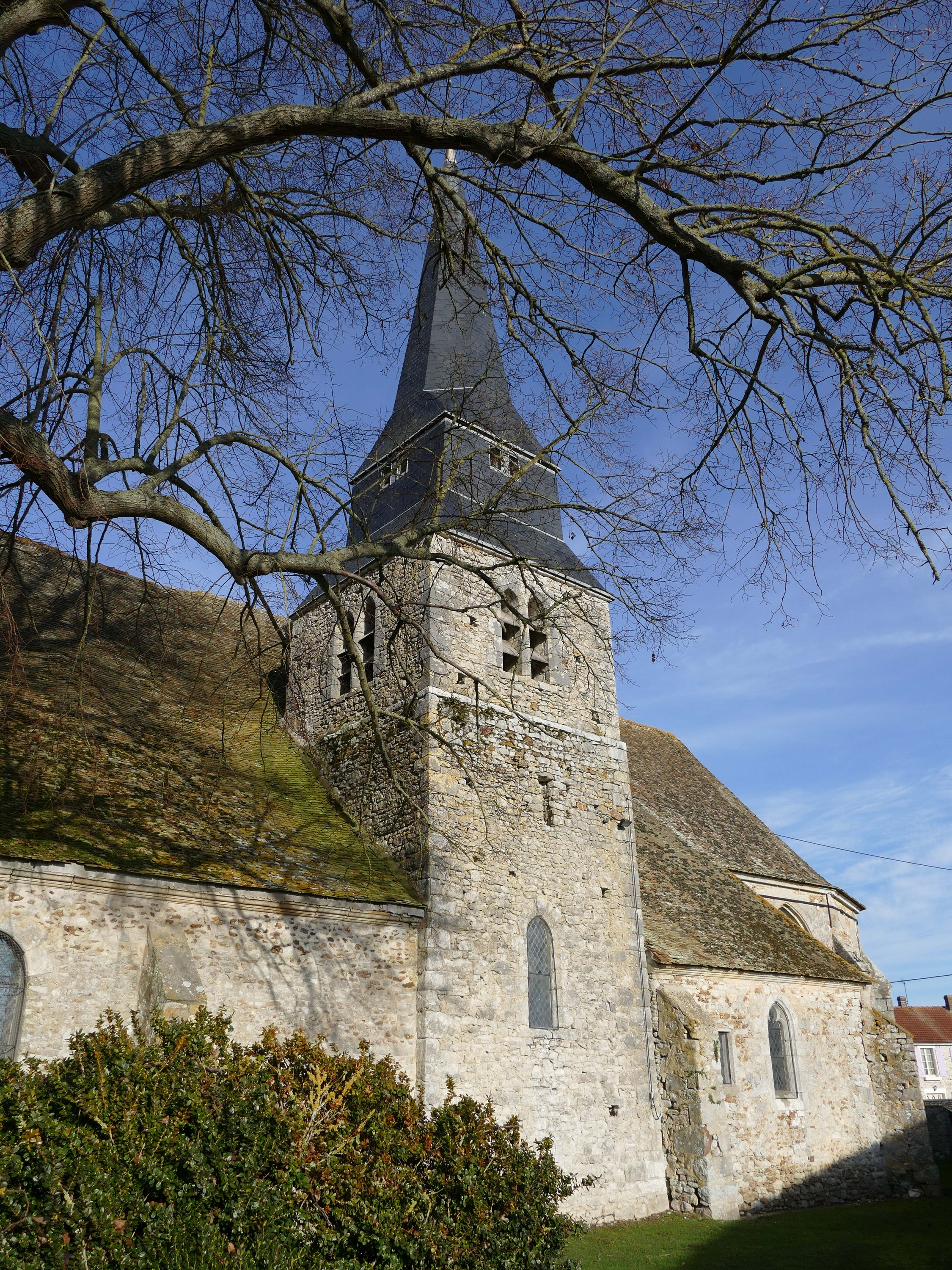
Mur sud et clocher.

### Mobilier
- L'église conserve un vitrail représentant l'arbre de Jessé datant de la première moitié du XVIe siècle classé monument historique en 1906 au titre objet (nef, mur nord, baie 7)[3].

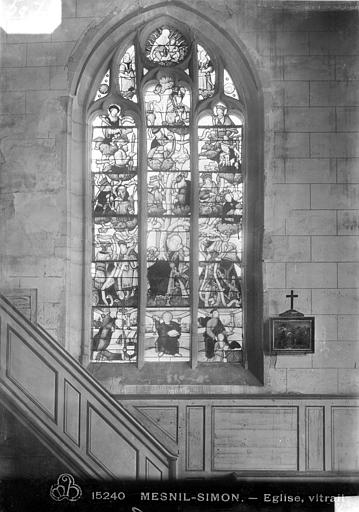
Vitrail de l'Arbre de Jessé, photographie de 1910.

- La dalle funéraire de Jean du Bec et Marguerite de Guainville, XVIe siècle, se trouve à droite en entrant, dressée le long du mur,  Classé MH (1906)[4],[5].